# Saint-Martin-des-Champs (Manche)
Saint-Martin-des-Champs – miejscowość i gmina we Francji, w regionie Normandia, w departamencie Manche. W 2013 roku populacja ówczesnej gminy wynosiła 2432 mieszkańców. 
Dnia 1 stycznia 2019 roku połączono dwie wcześniejsze gminy: Saint-Martin-des-Champs oraz Avranches. Siedzibą gminy została miejscowość Avranches, a nowa gmina przyjęła jej nazwę. 